# 來三聘
來三聘（1540年—1612年），字任卿，号熙庵。浙江紹興府蕭山縣人，竈籍，明朝政治人物。

## 生平
以恩選入南京國子監，隆庆四年（1576年）應天府鄉試第一百二十九名。萬曆十一年（1583年）癸未科進士。禮部觀政，本年任湖廣黄梅縣知縣，以善断疑案著称。当地有“君要黄梅安，除非来萧山”之谚，十三年調知合肥县。十七年行取，授兵部主事，二十年升员外郎，本年升職方司郎中，丁憂，二十三年補禮部郎中，二十五年升江西参议，二十七年升江西副使，閏四月调四川，考察調用。二十八年五月補山东兖西兵备副使，三十年閏二月升右參政兼佥事，照旧管事，三十四年加升按察使，以董洳河役功最，三十六年官至江西右布政使，三十八年考察降。萬曆四十年，73岁卒于家。

## 著作
有《西轺漫稿》、《薄游吟稿》等。

## 家族
宋进士来廷绍之后。曾祖父來璘；祖父來鮣；父親來捷。母黃氏。严侍下。從兄來汝賢（禮部主事）、來經濟（按察司佥事）、來三省。弟來三策、來三接。